# Věra Dvořáková
Věra Dvořáková (14. června 1912 Krásno nad Bečvou – 3. června 1942 Kounicovy koleje) byla česká pedagožka a odbojářka popravená nacisty.

## Život
Věra Dvořáková se narodila 14. června 1912 v Krásně nad Bečvou, dnešní místní části Valašského Meziříčí v rodině obuvníka Jana Dvořáka a Anny rozené Kozákové. Vystudovala gymnázium ve Valašském Meziříčí a jeden rok zkoušela studium na Lékařské fakultě Univerzity Karlovy. Po návratu vystudovala Učitelský ústav ve Valašském Meziříčí a poté od roku 1935 pracovala jako výpomocná učitelka na několika moravských školách. V roce 1938 získala učitelskou způsobilost pro vyučování na obecných školách, následně pracovala postupně na obecné škole v Buku, na obecné chlapecké škole Komenského v Přerově a obecné škole v Klenovicích na Hané. Byla ve Valašském Meziříčí členkou Sokola a mezi lety 1931 a 1938 i Československé sociálně demokratické strany dělnické.

## Protinacistický odboj
Věra Dvořáková byla poprvé zatčena gestapem 2. října 1941 díky odhalení protinacistické činnosti její sestry Marii Dřevojánkové a jejího manžela Josefa Dřevojánka. Vyšetřování na olomouckém gestapu nic nezjistilo a tak byla 22. listopadu 1941 propuštěna. Následně Věra Dvořáková manžele Dřevojánkovy, kteří mezitím přešli do ilegality, podporovala a nenahlásila gestapu jejich pobyt. Ve stejný den, kdy byli manželé Dřevojánkovi dopadeni, tj. 26. května 1942, byla podruhé zatčena i Věra Dvořáková. Dne 3. června 1942 byla stanným soudem odsouzena k trestu smrti a ve stejný den popravena zastřelením v brněnských Kounicových kolejích. Její tělo byl zpopelněno v brněnském krematoriu o den později.

## Rodina
Věra Dvořáková byla svobodná a bezdětná, zasnoubená s učitelem Karlem Tvarůžkem.
Věra Dvořáková měla dvě sestry. Výše již zmíněná Marie se stala příslušnicí odbojové organizace Petiční výbor Věrni zůstaneme a společně s manželem Josefem Dřevojánkem podporovali činnost členů výsadkových skupin. Za to byli oba popraveni 1. června 1942.
Druhá sestra Hermína se stala manželkou posledního předválečného starosty Přerova Františka Lančíka, který uprchl před hrozícím zatčením v rámci Akce Albrecht I. do zahraničí a stal se členem Československé zahraniční armády. Stejně tak učinil i jejich syn Jaroslav, který se stal příslušníkem 311. československé bombardovací perutě a v roce 1941 zahynul. Sama Hermína Lančíková se rovněž zapojila do podpory výsadkářů, za což byla popravena ve stejný den a na stejném místě jako Věra Dvořáková. Popravena byla dne 25. června 1942 i její dcera Eva Lančíková.

## Posmrtná ocenění
- Věře Dvořákové byl dne 13. dubna 1946 prezidentem republiky in memoriam udělen Československý válečný kříž 1939